# 金山寺
金山寺（きんざんじ、かなやまじ）は、岡山県岡山市北区金山寺（かなやまじ）にある天台宗の寺院。山号は銘金山。近世には銘金山観音寺遍照院とも呼ばれていた。本尊は千手観音。

## 歴史
寺に伝わる『金山観音寺縁起』（室町時代の成立）によれば、当寺は奈良時代の天平勝宝元年（749年）に報恩大師（? - 795年）が孝謙天皇の勅命により開創し、後に報恩開創の備前四十八箇寺の根本道場となったという。報恩大師は、備前国津富郡波河（岡山市芳賀）の出身という半ば伝説的な僧で、岡山県地方の古寺には報恩の開基伝承をもつものが多い。創建当時は法相宗に属し、裏山の三鈷峰に建てられていた。本尊として報恩大師自作の千手観音が安置されたと伝わっている。
寺は延久元年（1069年）焼失し、平安時代末期の康治元年（1142年）に現在地に移された。
嘉応年間（1169年 - 1170年）に宋より帰国した栄西により護摩堂などが建てられ宗派も天台宗に改められた。この時に院号を遍照院とした。鎌倉時代には将軍家の祈祷所となっている。
戦国時代の文亀元年（1501年）金川城主の松田氏は金山寺に対し自身の信奉する日蓮宗への改宗を迫った。寺院側はこれに応じなかったため、松田氏は寺院を焼き払い堂宇は灰燼に帰した。
その後、伯耆国大山寺より法印円智（豪円）が来山し、松田氏を滅ぼした宇喜多直家の援助を得て、天正3年（1575年）に本堂・護摩堂を再建した。この時に建造された本堂（2012年焼失）は国の重要文化財に指定されていた。宇喜多氏の庇護下、備前国の寺社総管として優遇された。江戸時代になると、岡山藩主池田光政により寺社総管から備前国天台宗総管に改められた。なお、光政は仁王門を寄進している。
2012年（平成24年）12月24日、本堂が火事で全焼した。その後2013年（平成25年）8月7日付の官報告示で、本堂の重要文化財指定が解除された。

## 文化財
岡山市文化財目録による

### 国指定重要文化財
- 金山寺文書（もんじょ） 附:金山観音寺縁起 - 平安時代から室町時代までの古文書7巻（52通）と縁起書1巻からなる。寺領に関する文書が多数を占める。1969年（昭和44年）6月20日指定。

### 岡山県指定重要文化財
- 護摩堂 - 天正3年（1575年）宇喜多直家の寄進により建立。1956年（昭和31年）4月1日指定。
- 三重塔 - 天明3年（1788年）邑久郡宿毛（現・岡山市宿毛）の大工・田淵繁枚により建立。1992年（平成4年）4月3日指定。
- 五鈷杵・五鈷鈴（ごこしょ・ごこれい） - 密教法具の一種。鎌倉時代後期の作。1992年（平成4年）4月3日指定。岡山県立博物館保管

### 岡山市指定重要文化財
- 仁王門 - 正保2年（1645年）池田光政の寄進により建造。1940年（昭和40年）7月30日指定。
- 金山寺護摩堂鰐口 - 応安7年（1374年）製作。2002年（平成14年）4月10日指定。

### 焼失した文化財

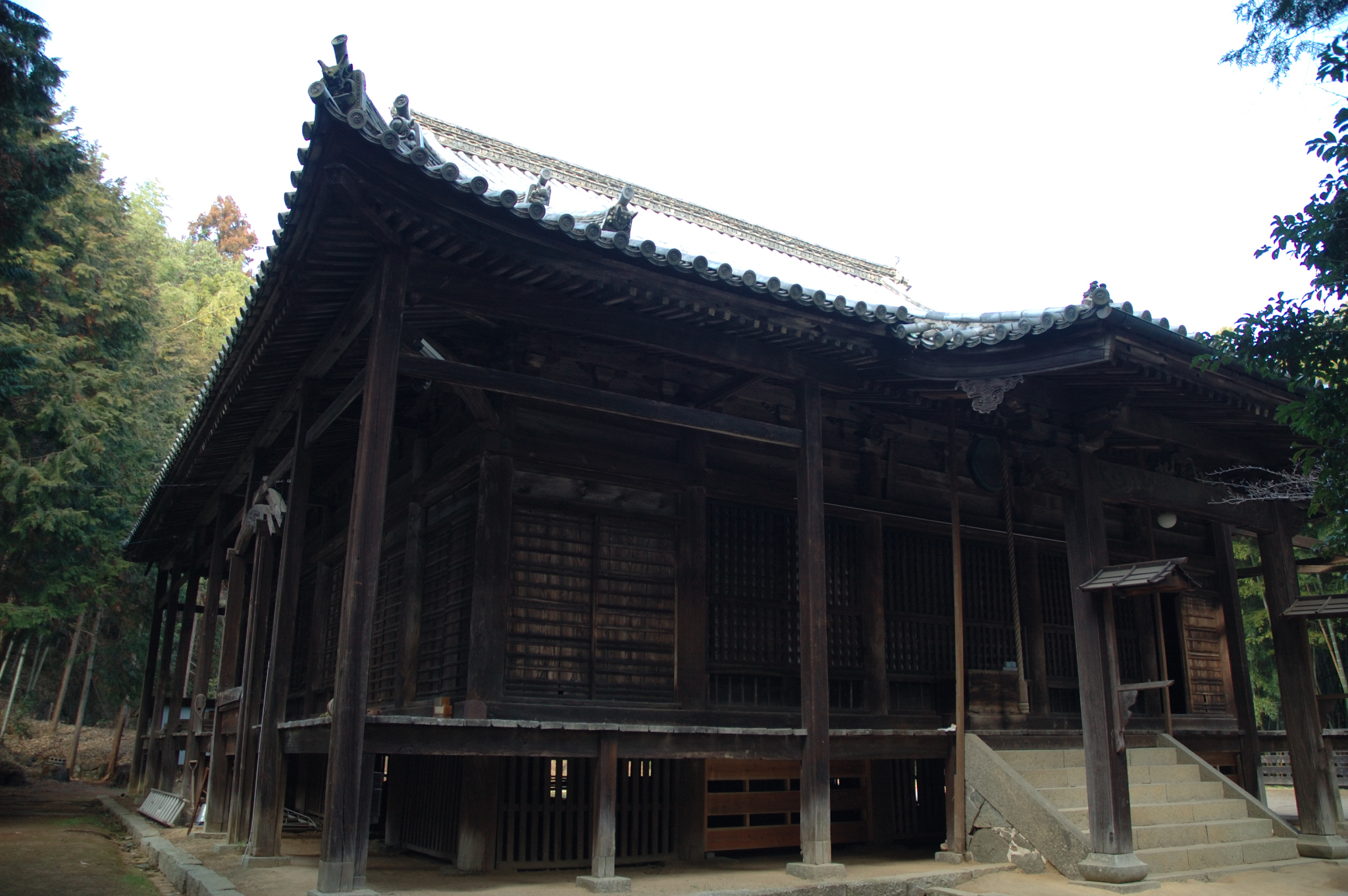
本堂（焼失前）

- 本堂 - 天正3年（1575年）頃、宇喜多直家の寄進により建造。1923年（大正12年）3月28日、旧・古社寺保存法により特別保護建造物（当時）に指定され、1950年（昭和25年）文化財保護法の制定により重要文化財となる。2012年12月24日に発生した火災で全焼した。
- 木造阿弥陀如来坐像 - 岡山県指定重要文化財。檜の寄木造りで、総高85cm、平安時代末期の作と推定されていた。護摩堂の改修工事に伴い本堂に移されていたが、上記の火災で本堂と共に焼失したことが炭化した残骸から確認された[5]。

## 祭礼
- 金山寺会陽：毎年2月第一土曜日の夜に行われる。600年前より行われている。

## アクセス
- JR津山線 玉柏駅にて下車、車で約10分。